# Altes Theater (Düsseldorf)

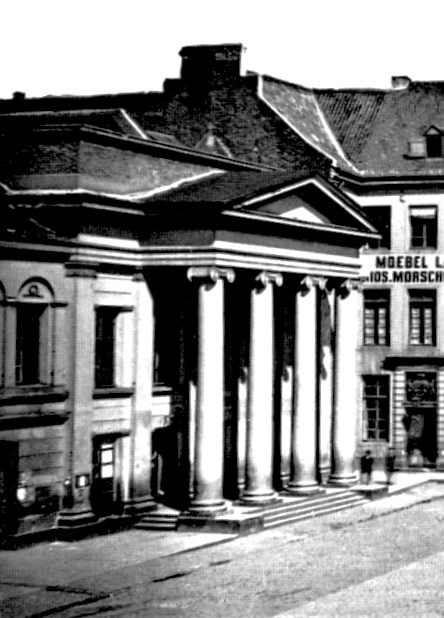
Zum Theater umgebautes Gießhaus in Düsseldorf, Hauptfassade und Portikus mit vier ionischen Säulen

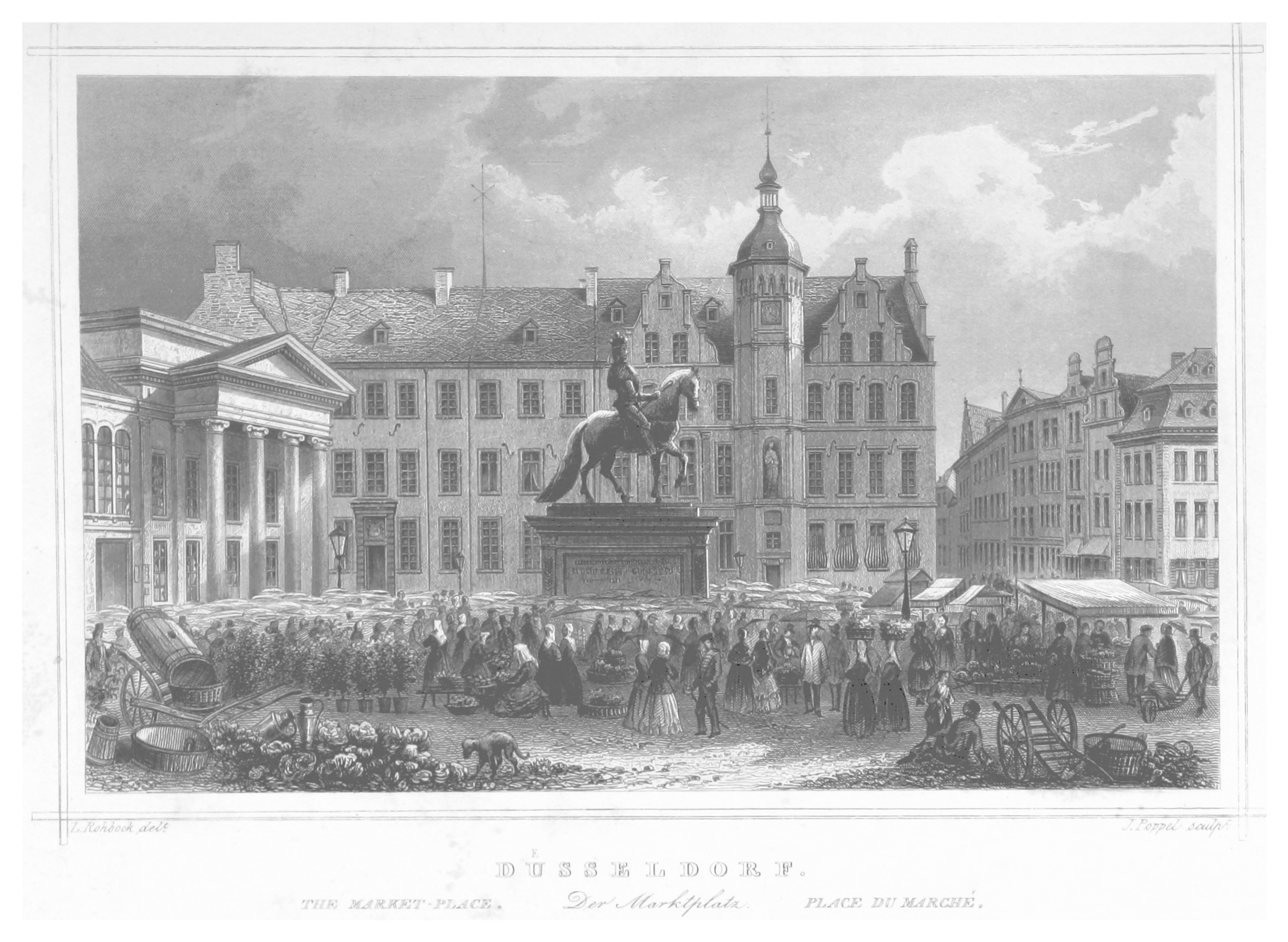
Darstellung der Theaterfassade am Marktplatz nach einem Stich aus der Mitte des 19. Jahrhunderts

Das Alte Theater (auch Grupellotheater) war ein Schauspielhaus am Marktplatz in Düsseldorf. Der Name Grupellotheater erinnert daran, dass das Gebäude das frühere Gießhaus des Barockbildhauers Gabriel Grupello gewesen war. Dieser hatte hier auch das Jan-Wellem-Reiterstandbild gegossen. Das Schauspielhaus am Marktplatz wurde durch ein 1875 an der heutigen Heinrich-Heine-Allee neugebautes Stadttheater abgelöst. 

## Geschichte
Das alte Gießhaus wurde bereits im Jahre 1747 als Theater genutzt, als Kurfürst Karl Theodor und der kurpfälzische Hof in Düsseldorf weilten. Um 1750 war es als Komödienhaus in Betrieb. Ab 1751 wurden in dem Haus dann regelmäßig Theatervorstellungen gegeben. Im Jahre 1781 forderten kunstsinnige Bürger Karl Theodor auf, das Gießhaus zu verbessern. Ein fürstlicher Kommissarius besserte das Gebäude aus, neue Dekorationen auf Kosten des Kurfürsten wurden geschaffen. 1805 wurde das Theater in eine „Bergische Nationalbühne“ bzw. in das „Bergische Deutsche Theater“ umgewandelt. Nachdem Düsseldorf preußisch geworden war, schenkte König Friedrich Wilhelm III. das bisher im Staatseigentum befindliche Gebäude am 11. April 1818 der Stadt Düsseldorf, die es fortan für Theaterzwecke verpachtete. Erster Pächter war der österreichische Schauspieler und Theaterleiter Joseph Derossi, der vorwiegend unterhaltsame Aufführungen inszenierte, etwa das Singspiel Das Donauweibchen, worin die nur siebenjährige Constanze Le Gaye ihr Debüt feierte. Auch der junge Albert Lortzing sowie Rosina Regina Ahles gehörten zu Derossis Ensemble. Ab 1829 gab der Dramatiker Karl Immermann dem Theater reformerische Impulse. In den 1830er Jahren entwickelte er das künstlerische Konzept der Immermann’schen Musterbühne, das Theatergeschichte schrieb. 1834 wirkten in Immermanns Ensemble Felix Mendelssohn Bartholdy und Julius Rietz als Dirigenten, ein Rendant, ein Theaterarzt, zehn Mann als technisches Personal, 20 Schauspieler und 11 Schauspielerinnen, neun Sänger und drei Sängerinnen, zehn männliche und sieben weibliche Choristen.
Die Regierungsbauräte Vagedes und Götz reichten Pläne ein, ein neues Theatergebäude zu erbauen. Die Pläne wurden verworfen, man beschloss das Alte Theater neu auszubauen. 1831 wurden die entsprechenden Arbeiten am alten Gießhaus durchgeführt. Die Baukosten betrugen 20.000 Taler. 1832 wurde schließlich nach einem Entwurf des Vagedes-Schülers Anton Schnitzler ein klassizistischer Portikus mit Tympanon auf vier ionischen Säulen vor die Hauptfassade gesetzt. Heute befindet sich der Eingang zum Ratsaal der Stadt Düsseldorf in diesem Bereich.